# Septimino
En música, el septimino o septeto es una agrupación musical compuesta por siete instrumentos o una composición hecha para los mismos, generalmente constando de tres instrumentos de cuerda, dos instrumentos de viento y dos de percusión. También se da en música vocal, denominándose así al conjunto de siete voces. Para identificar el título original de algunas obras para septiminos, se usan expresiones extranjeras como septett en alemán, septuor en francés y septet en inglés.

## Música culta

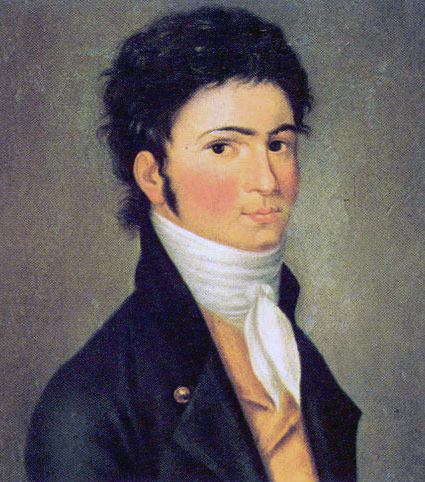
Beethoven en la época de la composición del Septimino en mi bemol mayor, que hizo famoso al género.

Uno de los septetos más famosos de la música culta es el Septimino en mi bemol mayor, Op. 20, de Ludwig van Beethoven, compuesto entre 1799 y el 1800 para clarinete, fagot, trompa, violín, viola, violonchelo y contrabajo. La popularidad de este septimino hizo de su combinación de instrumentos un modelo para los compositores posteriores, como Konradin Kreutzer (Op. 62 del 1822), Franz Berwald, Adolphe Blanc (Op. 40 del 1864 ca.) y, con pequeñas modificaciones en la instrumentación, Franz Lachner (1824) y Max Bruch (1849). Cuando Franz Schubert agrega un segundo violín en 1824, creó lo que después se convirtió en octeto canónico, que influyó mucho en otros compositores posteriores a él.
Con el despertar de esta tradición, Camille Saint-Saëns escribió en 1881 el Septimino en mi bemol mayor, Op. 65, para trompeta, piano, cuarteto de cuerdas y contrabajo. El compositor moderno Bohuslav Martinů escribió tres septiminos: el primero, un grupo de seis danzas llamado Les Rondes para oboe, clarinete, fagot, trompeta, dos violines y piano (1930); el segundo, la Serenata n. 3 para oboe, clarinete, cuatro violines e violonchelo (1932); el tercero, una Fantasie para theremín, oboe, pianofo y cuarteto de cuerdas (1944). Darius Milhaud escribió un Sexteto de cuerdas en 1964 para sexteto de cuerdas y contrabajo. Paul Hindemith compuso un Sexteto de vientos en 1948 para flauta, oboe, clarinete, clarinete bajo, fagot, corno e trompeta. Hanns Eisler escribió dos septiminos, ambos para flauta, clarinete, fagot y cuarteto de cuerdas: el Septimino n. 1 Op. 92a ("Variations on American Children's Songs", Variaciones sobre canciones estadounidenses para niños de 1941) y el Septimino n. 2 ("Circus", El Circo de 1947, inspirado en la película homónima de Chaplin de 1928). Dos composiciones de la serie Chôros del brasilero Heitor Villa-Lobos son instrumentadas por siete instrumentos: la n. 3 de 1925, "Pica-páo" (Pájaro carpintero), para clarinete, fagot, saxofón, tres cornos y trombones (o en alternativa para coro masculino o ambos), y la n. 7 de 1924, en portugués "Septimino", para flauta, oboe, clarinete, saxofón, fagot, violín y violonchelo (con tam-tam ad lib.).
Hay muchas obras del siglo XX para siete instrumentos para las cuales es inapropiado el uso del término "septeto" o septimino": algunas porque no representan música de cámara, y otras debido a títulos que querían otra cosa. Algunos ejemplos son la Introducción y allegro de Maurice Ravel (1905), la Música para siete instrumentos de cuerdas di Rudi Stephan (1911), el Concertino de Leoš Janáček (1925), la Suite, Op. 29 de Arnold Schönberg (1925–26), la Música para siete instrumentos de Isang Yun (1959), Reflexionem de Aribert Reimann (1966), el canon para siete instrumentos iguales In motu proprio de Dieter Schnebel (1975) y Carta Magna de Iluminada Pérez Frutos (2018), sinfonía concertante para siete solistas y orquesta sinfónica, que rinde homenaje al Septimino de Beethoven.

### Septetos de música culta
Con la misma instrumentación de Beethoven o similar:
- Ludwig van Beethoven: Septeto en mi bemol mayor, op. 20 para clarinete, fagot y corno, violín, viola, violonchelo y contrabajo.
- Konradin Kreutzer: Septeto en mi bemol mayor, op. 62 para clarinete, fagot y corno, violín, viola, violonchelo y contrabajo.
- Franz Berwald: Septeto en si bemol mayor (1828) para clarinete, corno, fagot, violín, viola, violonchelo y contrabajo.
- Max Bruch: Septeto, op. posth. para clarinete, fagot y corno, dos violines, violonchelo y contrabajo.

Con sólo cuerdas:
- Rudi Stephan: Música para siete instrumentos de cuerdas
- Richard Strauss: Metamorphosen, versión original reconstruida para dos violines, dos violas, dos violonchelos y contrabajo

Con sólo vientos:
- Paul Hindemith: Septeto para vientos (1948) para flauta, oboe, clarinete, clarinete bajo, fagot, corno y trompeta.

Con cuerdas, vientos y teclado o arpa:
- Camille Saint-Saëns: Septeto para trompeta, piano, dos violines, viola, violonchelo y contrabajo
- Maurice Ravel: Introducción y allegro para arpa, flauta, clarinete y cuarteto de cuerdas
- Charles Koechlin: Sonata a siete op. 221 para oboe, flauta, arpa y cuarteto de cuerdas
- Hanns Eisler: Suite n. 1 para septeto, op. 92a y Septeto n. 2, "Circus" para flauta, oboe, arpa (o clave) y cuarteto de cuerdas
- Igor' Fëdorovič Stravinskij: Septeto (1953) para clarinete, corno, fagot, violín, viola, violonchelo y piano
- John Cage: Seven (1988) para flauta, clarinete, percusión, violín, viola, violonchelo y piano

Otras composiciónes para siete ejecutantes:
- Wolfgang Amadeus Mozart: Divertimento n. 11, KV 251, "Nannerl-Septett" para oboe, dos violines, viola, bajo y dos cornos
- Morton Feldman: False Relationships and the Extended Ending para violín, violonchelo, trombón, tres pianos y carillón
- Morton Feldman: The Straits of Magellan para flauta, corno, trompeta, guitarra eléctrica, arpa, piano y contrabajo
- Morton Feldman: For Frank O'Hara (1973) para flauta, clarinete, dos percusionistas, piano, violín y violonchelo
- John Cage Seven2 (1990) para flauta bajo, clarinete bajo, trombón bajo, dos percusionistas, violonchelo y contrabajo

## Música popular
En el jazz un septeto es cualquier conjunto de siete instrumentos, que suelen componerse de batería, contrabajo, bajo eléctrico, y grupos de uno o más instrumentos elegidos entre guitarra, piano, trompeta, saxofón, clarinete y trombón.